# Sheila Sim
Sheila Beryl Grant Attenborough (Liverpool, 5 de junio de 1922-Londres, 19 de enero de 2016) fue una actriz británica de cine y teatro, esposa del también actor, el reconocido Richard Attenborough.

## Carrera
Sheila Sim estuvo activa de 1944 hasta el año 1955. Apareció en A Canterbury Tale en 1944. Actuó al lado de su marido, en la película The Guinea Pig, en 1948. También protagonizó con Anthony Steel la película West of Zanzibar, en 1954.
También participó en teatro, con su marido Richard Attenborough, en la producción The Mousetrap de Agatha Christie, que se estrenó en Londres en el año 1952. Esta ha sido la producción más larga del mundo de una obra de teatro.
Sheila era administradora y vicepresidente de las organizaciones benéficas. 
Sim ha sido una importante benefactora de la Royal Academy of Dramatic Art (RADA), de la que su marido era el presidente desde 2003 hasta su muerte en 2014.

## Vida personal
Sheila se casó con el actor Richard Attenborough el 22 de enero de 1945, y vivió en una casa en Richmond Green, en Londres, desde 1956 hasta 2012. 
El matrimonio tuvo tres hijos: Michael, Jane y Charlotte. Jane, junto con su hija de 15 años de edad, Lucy, y su suegra, también llamada Jane, murieron en el tsunami del océano Índico, cuando éste chocó en Tailandia donde estaban ellas, el 26 de diciembre de 2004. Sus otros dos hijos, Michael y Charlotte, están involucrados en las mismas profesiones que sus padres: él como director y ella como actriz. El hermano de Sim, Gerald, también es actor.
Richard Attenborough murió el 24 de agosto de 2014, cuando tenía 90 años. Sim y Attenborough estuvieron unidos por 70 años.

## Salud
En julio de 2012, mientras su marido estaba luchando contra sus problemas de salud en sus últimos años, se anunció que a Sim le había sido diagnosticada una demencia senil. En marzo de 2013, a la luz del deterioro de su salud, Richard Attenborough se trasladó a Denville Hall para estar con su esposa.

## Filmografía
- 1944, A Canterbury Tale
- 1945, Great Day
- 1947, Dancing with Crime
- 1948, The Guinea Pig
- 1949, Dear Mr. Prohack
- 1951, Pandora and the Flying Dutchman
- 1951, The Magic Box
- 1954, West of Zanzibar
- 1955, The Night My Number Came Up